# Proyectamos Televisión
Proyectamos Televisión fue una programadora y una productora colombiana, fundada en 1981 por la cantante de los 60 Isadora.
Esta programadora era regionalista al igual que Miguel Abadía Char de Barranquilla, Eduardo Lemaitre de Cartagena de Indias y Juan Guillermo Restrepo Jaramillo de Medellín, pero la mayor parte de la infraestructura funcionaba en Bogotá por lo que no se había tenido antes una oficina de una programadora regionalista en Bogotá, en el que nacieron al mismo tiempo que Coestrellas de Fernando González Pacheco, Carlos "El Gordo" Benjumea, Bernardo Romero Pereiro y Gustavo Cárdenas Giraldo.[cita requerida]

## Historia
Esta programadora nació en la licitación de 1981 en Cali y fundada por la cantante colombiana, María Teresa Garcés Villegas mejor conocida en el medio artístico como Isadora y por Luis Fernando Parra, la productora de cine y televisión Clara María Ochoa fue una de las socias de la programadora y se mantuvo en las licitaciones de programadoras entre 1981 y 1991, operándose en la Cadena 1 y en la Cadena 2.
Comercializaba la mayoría de los espacios de RCN Televisión desde 1984 hasta 1987, y comercializaba los espacios Cenpro Televisión desde 1987 hasta 1991.
El 7 de agosto de 1987, se asoció con Coestrellas, Cenpro Televisión y Prego Televisión para emitir los largometrajes y los enlatados como Remington Steele y Misión es Houston.
El 24 y 31 de diciembre de 1989, Proyectamos Televisión le cedió el espacio a Jorge Barón Televisión para presentar La gran fiesta de los hogares colombianos.[cita requerida]
En 1992, esta empresa fue vendida por el empresario Tulio Ángel Arbeláez quien fue el presidente de Asomedios y socio de la programadora Intervisión entre 1987 y 1991. El 14 de febrero de ese mismo año, Proyectamos Televisión cambiaba a su imagen corporativa y comenzaba a comercializar los espacios de RTI Televisión hasta que la empresa fue liquidada en el 2003, pues todos los espacios de Proyectamos Televisión se dependían de RTI Televisión.
El 12 de octubre de 1992 en alianza con Caracol Televisión, RTI Televisión y Universal Televisión se transmitió el especial de los 500 años del Descubrimiento de América transmitido en un lunes festivo por la Cadena Uno.
En 1997 Proyectamos Televisión se presentó a la licitación de 1997 para la Cadena Uno y el Canal A y le fue favorecida en el Canal A con 10 horas y media de programación, es decir que en ese año Proyectamos Televisión se pasó para el Canal A al mismo tiempo que Datos y Mensajes, Nuevos Días Televisión y RTI Televisión.
Esta programadora fue liquidada en marzo del 2003 al mismo tiempo que Andes Televisión. Además su gerente Tulio Ángel Arbeláez y el entonces presidente de RTI Televisión Ricardo Alarcón se presentaron un plan de salvamento para los canales Canal Uno y Canal A para lograr sobrevivir de la crisis que atravesaban las programadoras en los gobiernos de Andrés Pastrana y posteriormente al de Álvaro Uribe Velez; como consecuencia de esto Proyectamos Televisión le devolvió los espacios a la Comisión Nacional de Televisión en marzo del 2003 al mismo tiempo que Andes Televisión en el que también corrió la misma suerte que Proyectamos Televisión y después le adjudicaron los espacios a la programadora estatal Audiovisuales con los horarios que tenía esta programadora en aquel entonces.

## Convenios de programadoras
Esta reconocida programadora tuvo convenios con RCN Televisión, Cenpro Televisión, Producciones Cinevisión, Jorge Barón Televisión, Prego Televisión, Producciones JES y Datos y Mensajes a principios y finales de los 80s e inicios de los 90s, luego a principios y mediados de los 90s tuvo convenios con RTI Televisión, Producciones Cinevisión, Jorge Barón Televisión, Caracol Televisión, Universal Televisión. y a finales de los 90s, también tenía convenios con RTI Televisión, En Vivo Televisión, Televideo y Coestrellas.

## Producciones

### Programas
- Vamos al zoológico ecológico lógico
- El Show de Isadora (en alianza con RCN Televisión)
- Animales Animales (en alianza con RCN Televisión)
- Enfoques (en alianza con RCN Televisión)
- La comedia del martes (en alianza con RCN Televisión)
- Geografía olvidada (en alianza con RCN Televisión)
- Estudio 80 (en alianza con RCN Televisión)
- Telemujer (en coproducción con Cenpro Televisión)
- Magazín Lumen 2000 (en coproducción con Lumen 2000 Televisión Colombia)
- TV Guía (en alianza con Producciones Cinevisión)
- TVO Rockeando (en alianza con Coestrellas)
- Telefamilia
- Fuera de serie
- Jueves estelares
- Ecolombia
- Alta tensión
- La película del domingo (en alianza con Cenpro Televisión y Producciones JES)
- El solar (en coproducción con Telepacífico)
- La gran fiesta de los hogares colombianos (en alianza con Jorge Barón Televisión, solo el 24 y el 31 de diciembre de 1989)
- Universo (en coproducción con Telepacífico)
- En la línea
- Oasis (en alianza con RTI Televisión, Producciones Cinevisión y Jorge Barón Televisión)
- Supervivientes (en alianza con RTI Televisión, Producciones Cinevisión y Jorge Barón Televisión)
- Star Jacks (en alianza con RTI Televisión, Producciones Cinevisión y Jorge Barón Televisión)
- Sábados felices (en alianza con Caracol Televisión)
- Las 20 Latinas (en coproducción con la emisora Olímpica Stereo)
- Sabrosongo
- Laberintos
- Super Domingo (en coproducción con Caracol Televisión)
- Por amor al arte
- Gol Caracol (1993) (en alianza con Caracol Televisión y Universal Televisión)
- Colombia de película
- Todo por la plata (1995-2000)
- Su media naranja
- Quiere cacao (1996-2001)
- Cambio de tercio
- Hablemos de salud (en coproducción con Teleantioquia)
- En ti confío
- TV Carros (en alianza con Televideo)
- TV Vivienda (en alianza con Televideo)
- La escalera (en coproducción con Teleantioquia)
- Lente sinvergüenza (en alianza con Coestrellas)
- Sala de Noticias
- En Vivo 6:30 a.m. (en alianza con En Vivo Televisión)
- Al Día 7 AM

### Telenovelas y series
- Los dueños del poder  (en alianza con RCN Televisión y Datos y Mensajes)
- Vanessa (en alianza con RCN Televisión y Datos y Mensajes)
- Amigas (en alianza con RCN Televisión)
- Papi es un desastre
- El derecho de amar
- A escondidas (en coproducción con Cenpro Televisión)
- Décimo Grado (1986) (en alianza con Cenpro Televisión)
- Te quiero Valeria
- Decisiones (1992) (en alianza con RTI Televisión, Producciones Cinevisión y Jorge Barón Televisión)
- Los Manrique (en alianza con RTI Televisión, Producciones Cinevisión y Jorge Barón Televisión)
- La mujer en el espejo (1997) (en alianza con RTI Televisión)
- Donde está el amor (en alianza con RTI Televisión)
- Corazón prohibido (1998) (en alianza con RTI Televisión)
- Así es la vida (en alianza con Televideo)
- Divorciada
- La noche prohibida

### Comedias
- Viceversa (en alianza con RTI Televisión)

### Transmisiones deportivas
- Eliminatorias Suramericanas a Estados Unidos 1994 (en alianza con Caracol Televisión y Universal Televisión)

## Imagen corporativa de Proyectamos Televisión
- 1982 (enero)-1992 (febrero): En un fondo negro se muestra una silueta de una pantalla de TV y adentro la letra P sombreado en colores amarillo, naranja, rojo y debajo se escribe Proyectamos TV.[2]

- 1992 (febrero)-2003 (marzo): En un fondo negro aparece cinco líneas coloridas (azul, violeta, rojo, anaranjado y amarillo) flotando hasta que el fondo se convierta en recuadro y en un fondo azul celeste se escribe PROYECTAMOS y abajo TELEVISIÓN.[2]